# Kendell Williams
Kendell Williams (* 14. Juni 1995 in Arlington County, Virginia) ist eine US-amerikanische Leichtathletin, die sich auf den Siebenkampf spezialisiert hat. Zudem ist sie eine weltklasse Hürdenläuferin und Weitspringerin. Auch ihr Bruder Devon Williams ist als Leichtathlet aktiv.

## Sportliche Laufbahn
Erste Erfahrungen bei internationalen Meisterschaften sammelte Kendell Williams im Jahr 2011, als sie bei den Jugendweltmeisterschaften nahe Lille in 13,28 s die Bronzemedaille im 100-Meter-Hürdenlauf gewann und im Siebenkampf mit 5101 Punkten auf Rang elf landete. Im Jahr darauf belegte sie bei den Juniorenweltmeisterschaften in Barcelona mit 5578 Punkten den achten Platz im Siebenkampf und 2013 gewann sie bei den Panamerikanischen Juniorenmeisterschaften in Medellín mit 5572 Punkten die Silbermedaille. Im Herbst begann sie ein Studium an der University of Georgia, welches sie 2017 abschloss. 2014 wurde sie NCAA-College-Meisterin im Hallenfünfkampf und siegte im Freien bei den NCCA-Meisterschaften im Siebenkampf. Zudem startete sie im Hürdenlauf bei den Juniorenweltmeisterschaften in Eugene und siegte dort in 12,89 s. In den folgenden Jahren siegte sie bis 2017 jedes Mal bei den NCCA-Meisterschaften im Hallenfünfkampf sowie 2016 und 2017 auch im Siebenkampf im Freien. 2016 wurde sie bei den Hallenweltmeisterschaften in Portland mit 4586 Punkten Fünfte im Fünfkampf und im Sommer nahm sie erstmals an den Olympischen Sommerspielen in Rio de Janeiro teil und klassierte sich dort mit 6221 Punkten auf dem 17. Platz.
Nach Abschluss ihres Studiums startete sie 2017 bei den Weltmeisterschaften in London und gelangte dort mit 6220 Punkten auf dem zwölften Platz. Im Jahr darauf belegte sie bei den Hallenweltmeisterschaften in Birmingham mit 4414 Punkten den neunten Platz im Fünfkampf und 2019 wurde sie bei den Weltmeisterschaften in Doha mit 6415 Punkten Fünfte im Siebenkampf. 2021 nahm sie dann erneut an den Olympischen Sommerspielen in Tokio teil und klassierte sich dort mit 6508 Punkten auf dem fünften Platz. Im Jahr darauf gewann sie bei den Hallenweltmeisterschaften in Belgrad mit 4680 Punkten die Bronzemedaille im Fünfkampf hinter der Belgierin Noor Vidts und Adrianna Sułek aus Polen. Während der Freiluftsaison bestritt sie vier Mehrkämpfe, musste aber alle vorzeitig beenden, darunter auch den Siebenkampf bei den Weltmeisterschaften in Eugene im Juli.
2017 wurde Williams US-amerikanische Meisterin im Siebenkampf und 2019 wurde sie Staatsmeisterin im Hallenfünfkampf.

## Persönliche Bestleistungen
- 100 m Hürden: 12,58 s (+0,4 m/s), 2. Oktober 2019 in Doha
  - 60 m Hürden (Halle): 8,03 m, 10. März 2017 in College Station
- Weitsprung: 7,00 m (+1,4 m/s), 9. April 2021 in Athens
  - Weitsprung (Halle): 6,69 m, 18. März 2022 in Belgrad
- Siebenkampf: 6683 Punkte, 27. Juni 2021 in Eugene
  - Fünfkampf (Halle): 4703 Punkte, 11. März 2016 in Birmingham